# Andes oldi
Andes oldi är en insektsart som beskrevs av Frederick Arthur Godfrey Muir 1923. Andes oldi ingår i släktet Andes och familjen kilstritar.
Artens utbredningsområde är Malawi. Inga underarter finns listade i Catalogue of Life.